# IMO Standards
IMO Standards zijn door de Internationale Maritieme Organisatie (IMO) opgelegde standaarden om de manoeuvreerbaarheid van schepen te bepalen. Deze standaarden zijn van toepassing op schepen met een lengte groter dan 100 m en op alle chemische tankers en gascarriers.
Het doel hiervan is om een zekerheid te hebben dat alle schepen gebouwd zijn naar eenzelfde norm en om te voorkomen dat scheepseigenaren zelf moeten opdraaien voor eventuele defecten.
Het schip moet eerst enkele manoeuvres uitvoeren, de zogenaamde 'Ship Trial Manoeuvres'. De verplichte manoeuvres zijn: de draaicirkel, de zigzagproef en de noodstopproef. Aanvullende proeven die kunnen worden uitgevoerd, zijn de ‘initial turning test’, de ‘spiral test’, de ‘pull out test’ en de zeer kleine zigzagtest. De uitkomsten hiervan bepalen of een schip dynamisch stabiel is of niet.
Een schip is dynamisch stabiel als het met zijn roer midscheeps en zonder roer te moeten geven, een rechte koers blijft behouden. Wanneer het schip verstoord wordt door een uitwendige factor, herneemt het schip een koers evenwijdig aan zijn oorspronkelijke koers.

## Manoeuvreerkarakteristieken
Gedurende de trials wordt rekening gehouden met enkele karakteristieken.

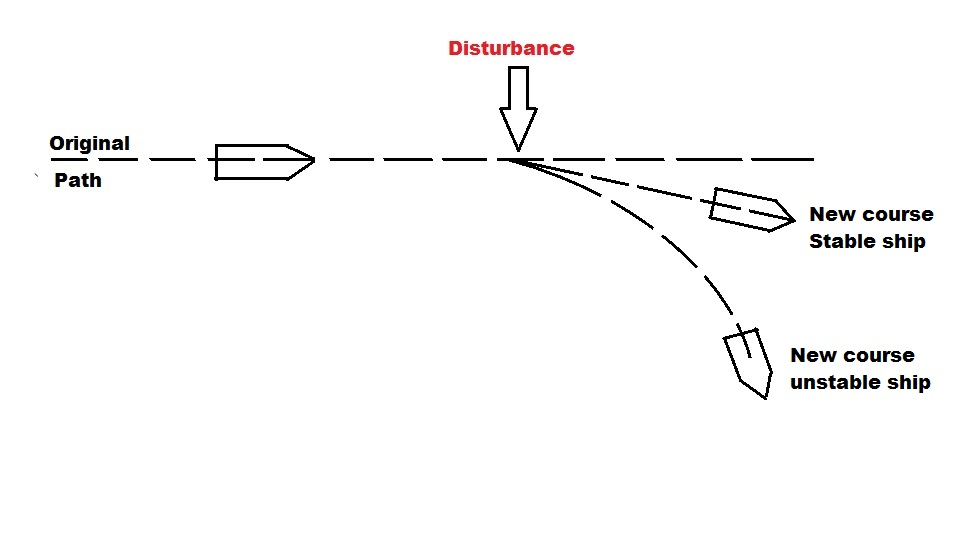
Dynamische koersstabiliteit

Dynamische stabiliteitEen schip is dynamisch stabiel als het met zijn roer midscheeps en zonder roer te moeten geven, een rechte koers blijft behouden. Wanneer het schip verstoord wordt door een uitwendige factor, herneemt het schip een koers evenwijdig aan zijn oorspronkelijke koers.
Course-keeping abilityDe 'course-keeping ability' is het vermogen van een schip om een recht pad te behouden in de richting van een vooraf bepaald koers zonder een te grote afwijking van de heading.
'Intital turning/course-changing abilityDe 'initial turning/course-changing ability' bepaalt het verschil-van-heading als antwoord op een gegeven roerbevel. Het wordt uitgedrukt in heading deviatie per eenheid van afstand dat is afgelegd.
Yaw checking abilityDe 'yaw checking ability' is een maat in hoeverre het schip nog blijft doordraaien nadat tegenroer is gegeven.
DraaivermogenHet draaivermogen is het vermogen van een schip om te draaien wanneer men het roer helemaal naar bakboord of stuurboord draait.
StopvermogenOm het stopvermogen van een schip te bepalen, meet men de afstand tot wanneer het schip stil in het water ligt nadat het stopbevel gegeven is. Belangrijke parameters hierbij zijn 'time to dead in the water' en track reach'.

## Condities
De trials moeten uitgevoerd worden onder gegeven condities, om het zo realistisch mogelijk te maken.
Diep en onbeperkt waterDe manoeuvreerkarakteristieken van een schip worden zeer sterk beïnvloed door interactie met de bodem. Indien het schip een kleine UKC ( Under Keel Clearance) heeft, kunnen er zuigingsverschijnselen ontstaan. De diepte moet ten minste vier keer de gemiddelde diepgang van het schip zijn.
VolgeladenHet schip moet geladen zijn tot zijn zomerloodlijn. Daarenboven mag het schip geen trim hebben, het moet dus ‘even keel’ liggen.
Kalme omgevingWind, zee en deining kunnen ook het manoeuvre beïnvloeden. Om dit tegen te gaan, zijn er enkele normen opgesteld.
- Wind: niet hoger dan 5 Beaufort
- Golven: niet hoger dan sea state 4
- Stroming: uniform

HeadingTerwijl het schip op de juiste snelheid komt, moet zijn neus naar de wind gericht zijn.